# Lipsothrix heitfeldi
Lipsothrix heitfeldi is een tweevleugelige uit de familie steltmuggen (Limoniidae). De soort komt voor in het Oriëntaals gebied.